# Городской особняк семьи Донич
Городской особняк семьи Донич — здание, расположенное по ул. Митрополит Гавриил Бэнулеску-Бодони 35, Кишинёв, Республика Молдова. Памятник архитектуры национального значения внесён в Реестр памятников Республики Молдова, охраняемых государством, под номером 258 (мун. Кишинёв). Датируется 1850-1860 годами.

## Историк
Первое документальное свидетельство о городском особняке датируется 1863 годом, когда им владел секретарь колледжа Аристотель Лондис. В 1867 году имение приобрела жена поручика запаса Юлия Вихентьевна Янусевская. В 1869 году она построила дом с подвалом по проекту архитектора Александра Осиповича Бернардацци. В начале 1870 года здание было продано Елене Кассо, которая впоследствии стала женой государственного советника Георгия Николаевича Донич. Семья Донич владела домом до 1897 года.
Примечательный момент в истории здания произошел в 1878 году, после русско-турецкой войны, когда Осман-паша, командующий османской армией, сдавшийся в Плевне, десять дней содержался в плену в подвале здания. В 1980-е годы здание расширили.
В 1897 году в доме было 12 комнат с пристройками. В 1901 году поместье принадлежало Михаилу Катакази, депутату Собрания бессарабского дворянства, а в 1916 году оно перешло во владение семьи Ангел.
В межвоенный период в здание располагалась штаб-квартира Национального банка. В 1980-х годах здание снова расширили. В доме, расположенном на пересечении улиц Бодони и 31 Августа, когда-то размещалась выставка восковых фигур. В последнее время здесь размещался Институт культурного наследия Академии наук.

## Описание
Здание построено в угловом плане, первый этаж приподнят над мезонином. Фасады выровнены по красным линиям улиц, имеют гладкий оштукатуренный фасад, контрастирующий с полусолем, облицованным битым камнем.
Главный фасад, обращенный на улицу 31 Августа 1989 года, представляет собой асимметричную композицию, построенную по шести осям: пять окон и один главный вход, расположенный сбоку. Вход подчеркнут резалитом с треугольным фронтоном и портиком, имеющим вид восточного портала, украшенного арочными элементами в центре. Окна, также округлые, очерчены архивольтами из витого тесаного камня, опирающимися на небольшие консоли. Во фризе под карнизом расположены тройные окна для вентиляции чердака — деталь, придающая зданию особый шарм. У ворот особняка также были установлены оригинальные кованые решетки.
Боковой фасад, изначально симметричный, отмечен центральным рельефом, украшенным узорами по углам. Декоративные особенности включают группы арочных окон с архивольтами. Более поздняя расширенная часть отделена от первоначальной аркадой с центральным окном и двумя боковыми пролетами, окруженными дорическими колоннами. Это расширение сохраняет оригинальный стиль, сохраняя при этом эстетическую гармонию.
Особняк отличается элементами стиля боз-ар и исторической эклектикой, с влиянием нео-барокко и деталями классицизма. Декорации включают «ромбовидные» выступы внизу, выступающие карнизы, поддерживаемые консолями, и разнообразную оконную окантовку. В подвале форточки обрамлены в клетку и выделены на фоне деревенской фактуры — изысканная деталь, подчеркивающая уникальный характер здания.

## Реставрация
Городской особняк семьи Донич планируют восстановить при финансовой поддержке Румынии на основании Соглашения между властями Кишинёва и Бухареста о реализации Программы технической и финансовой помощи на сумму 100 миллионов евро, предложенной Румынией. Решение правительства Румынии приветствовал министр культуры Серджиу Продан, который подчеркнул важность этого проекта для культурного наследия столицы.

## Примечание
1. ↑  Registrul Monumentelor Republicii Moldova - Seturi de date - date.gov.md. web.archive.org (12 июня 2022). Дата обращения: 9 декабря 2024. Архивировано 12 июня 2022 года.
2. ↑  Redacția. Conacul Familiei Donici – monument de arhitectură și istorie de importanță națională din Chișinău | Ziarul Naţiunea (неопр.). Дата обращения: 9 декабря 2024. Архивировано 3 декабря 2024 года.
3. ↑  Mitropolit Gavriil Bănulescu-Bodoni, 35 (colţ str. 31 August) – Conac urban al familiei Donici. www.monument.sit.md. Дата обращения: 9 декабря 2024. Архивировано 4 октября 2024 года.